# Pancaya
Pancaya (Griego: Παγχαΐα) es una isla, posiblemente ficticia, mencionada por primera vez por el filósofo griego Evémero a finales del siglo IV a. C.
La isla es descrita por Evémero en su obra principal, Hierà anagraphé (traducido por Ennio como Sacra scriptio y conocido en castellano como Inscripción sagrada, originalmente compuesta por tres libros), que nos ha llegado solo gracias a fragmentos de traducción indirecta.
Los fragmentos conservados describen a Pancaya como una isla paradisíaca ubicada en el Océano Índico, con una forma de gobierno inspirada en el racionalismo. 
Evémero, en su viaje, llegó a un archipiélago, del cual Pancaya era una de las islas, cruzando el Mar Rojo y alrededor de la Península arábiga.
En el templo de la isla dedicado a Zeus Trifilio, colocado al pie de una alta montaña, el filósofo descubrió un registro de los nacimientos y muertes de los dioses, y sus obras, teniendo así pruebas de que no eran más que figuras históricas. Así, detrás de las creencias en los dioses, se esconde la figura un antiguo rey, un personaje histórico humano, cuyo recuerdo legendario a través de las generaciones ha deparado su divinización.
La isla también es mencionada por Lígdamo (Tib. 3.2.23), uno de los elegistas de Tibulo, como un lugar rico. Virgilio llama a Pancaya tierra rica de arenas ("totaque turiferis Panchaia pinguis harenis" Geórgicas 2.139)
Varias islas pueden ser los lugares probables, como Socotra o Baréin.

## Otros usos
- En la saga de videojuegos Deus Ex, Pancaya es el nombre que recibe una instalación ubicada en el océano Ártico que pretende combatir el cambio climático.